# Sonora Smart Dodd
Sonora Smart Dodd (18 de febrero de 1882 - 22 de marzo de 1978) fue hija del veterano de la guerra civil estadounidense William Jackson Smart y fue responsable de la fundación del Día del Padre.

## Biografía
Sonora Louise Smart nació en Jenny Lind, Condado de Sebastian, Arkansas, hija de William Jackson Smart (1842–1919) y su esposa Ellen Victoria Cheek Smart (1851–1898). William Smart fue un granjero que sirvió como sargento en la 1.ª Artillería ligera de Arkansas del ejército de los Estados Unidos durante la Guerra Civil. En 1889, cuando Sonora tenía siete años, la familia Smart se mudó de Marion, Arkansas, a una granja al oeste de Spokane, Washington, entre Creston y Wilbur. 
Cuando Sonora tenía 16 años, su madre murió en el parto con su sexto hijo. Sonora era la única hija y compartió con su padre William en la crianza de sus hermanos menores, incluido su nuevo hermano menor Marshall. Sonora Smart se casó con John Bruce Dodd (1870–1945), uno de los fundadores originales de Ball & Dodd Funeral Home, y tuvo un hijo, John Bruce "Jack" Dodd, nacido en 1909.

## Día del padre
Smart tenía a su padre en gran estima. Mientras escuchaba un sermón de la iglesia sobre el recién reconocido Día de la Madre en la Iglesia Central Metodista Episcopal, Sonora sintió firmemente que la paternidad también necesitaba reconocimiento. Se acercó a la Alianza Ministerial de Spokane y sugirió el cumpleaños de su propio padre, el 5 de junio, como el día de honor para los padres. La Alianza eligió el tercer domingo de junio en su lugar. 
El primer Día del Padre se celebró el 19 de junio de 1910 en Spokane, Washington. Aunque la celebración de la fiesta se desvaneció en la década de 1920, con el tiempo, la idea del Día del Padre se hizo popular y se abrazó en todo el país. En 1916, el presidente Woodrow Wilson envió un telégrafo a Spokane alabando los servicios del Día del Padre. William Jennings Bryan fue otro de los primeros admiradores de la observancia. En 1966, el presidente Lyndon B. Johnson firmó una proclamación presidencial declarando el tercer domingo de junio como el Día del Padre. En 1972, el presidente Nixon estableció una observancia nacional permanente del Día del Padre que se celebraría el 3.er domingo de junio de cada año. 
Dodd fue honrada en la Expo '74, la Feria Mundial, en Spokane en 1974. Murió cuatro años después a la edad de noventa y seis años, y fue enterrada en Greenwood Memorial Terrace en Spokane. 

## Otras actividades
Además de su defensa del Día del Padre, Dodd también participó activamente en el capítulo de Spokane de la Unión de la Mujer Cristiana de la Templanza.
En la década de 1920, Dodd pasó un tiempo lejos de Spokane, estudiando en la Escuela del Instituto de Arte de Chicago, pintando, escribiendo poesía y trabajando en diseño de moda en Hollywood.